# Show Me Your Love (álbum)
Show Me Your Love es el primer álbum de estudio de la cantante ucraniana Tina Karol, lanzado a finales de 2006 por la discográfica Lavina Music.

## Canciones
1. "Money Doesn't Matter" (El Dinero No Importa) - 3:57
2. "Russian Boy" (Chico Ruso) - 3:15
3. "Life Is Not Enough" (La Vida No Es Suficiente) - 3:22
4. "Honey" (Cariño) - 3:03
5. "Love Of My Life" (El Amor De Mi Vida) - 3:10
6. "Show Me Your Love" (Muéstrame Tu Amor) - 2:58
7. "Silent Night (Ukranian Version)" (Noche de paz (Versión ucraniana)) - 2:13
8. "Honey (Fiesta Edit)" (Cariño) - 3:23
9. "Money Doesn't Matter (Remake)" (El Dinero No Importa) - 3:18
10. "Show Me Your Love (Remix Radio Edit)" (Muéstrame Tu Amor) - 3:36
11. "Show Me Your Love (Remix Club Edit)" (Muéstrame Tu Amor) - 5:22
12. "Vyshe Oblakov"  - 3:17

- Datos: Q9076876